# Terminaal haar

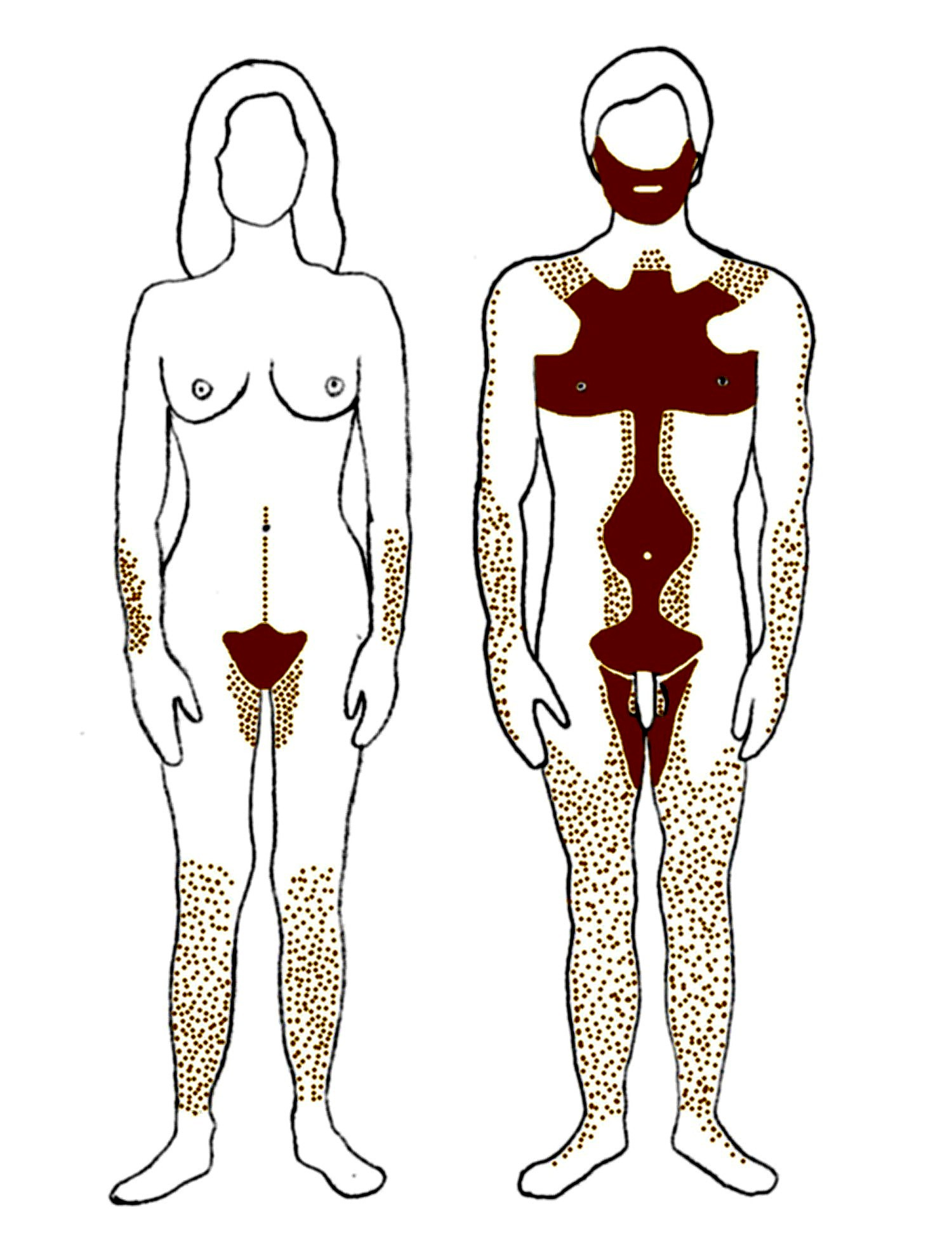
Terminaal haar bij een vrouw en een man.

Terminaal haar is de benaming voor ontwikkeld haar, dat over het algemeen langer, steviger, dikker en donkerder is dan het kortere en dunnere vellushaar. Het is onder andere te vinden op het hoofd, gezicht, oksels en de schaamstreek en is tussen de 0,05 en 0,1 millimeter dik.
Terminaal haar heeft in tegenstelling tot vellushaar altijd een talgklier. Onder bepaalde omstandigheden, waaronder de puberteit, verandert het vellushaar in terminale lichaamsbeharing. Hieronder valt onder andere schaam-, been-, buik- en borsthaar. In andere gevallen, zoals kaalheid bij mannen, verandert het terminaal haar opnieuw in vellusachtig haar.
Bij mensen hebben mannen over het algemeen meer terminaal haar dan vrouwen. Toch bestaan er in bepaalde bevolkingsgroepen verschillen en zijn sommige vrouwen behaarder dan sommige mannen.